# Bamra lepida
Bamra lepida är en fjärilsart som beskrevs av Moore 1867. Bamra lepida ingår i släktet Bamra och familjen nattflyn. Inga underarter finns listade i Catalogue of Life.